# Ministère des Travaux publics (Japon)
Pour les articles homonymes, voir Ministère des Travaux publics.
Le ministère des Travaux publics (工部省, Kōbu-shō) est un organisme de l'empire du Japon qui exista de 1870 à 1885.

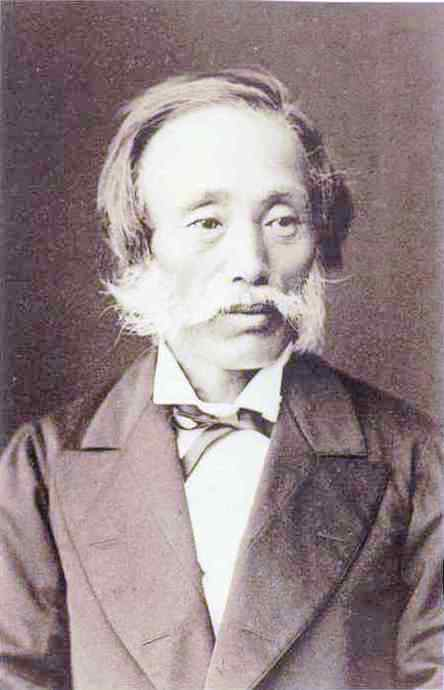
Yoshii Tomozane, vice-ministre des Travaux publics de 1880 à 1882.

Fondé le 12 décembre 1870, le ministère trouve son origine dans l'ancien système ritsuryō d'inspiration chinoise datant du VIIe siècle. Il était responsable de l'adoption de certaines technologies occidentales, en particulier pour la modernisation de l'industrie, des mines et des voies de communication, et supervisa la construction de la première ligne de chemin de fer au Japon. Il est dissous le 22 décembre 1885 après l'adoption d'un gouvernement moderne. Ces fonctions furent alors partagées entre le ministère des Communications et au ministère de l'Agriculture et du Commerce.
| Nom                                   | de                           | à                            |                              |
| Ministres (工部卿, Kōbu-kyō)          | Ministres (工部卿, Kōbu-kyō) | Ministres (工部卿, Kōbu-kyō) | Ministres (工部卿, Kōbu-kyō) |
| ------------------------------------- | ---------------------------- | ---------------------------- | ---------------------------- |
| Itō Hirobumi (伊藤 博文)              | 25 octobre 1873              | 15 mai 1878                  |                              |
| Inoue Kaoru (井上 馨)                 | 29 juillet 1878              | 10 septembre 1879            |                              |
| Yamada Akiyoshi (山田 顕義)           | 10 septembre 1879            | 28 février 1880              |                              |
| Yamao Yōzō (山尾 庸三)                | 28 février 1880              | 21 octobre 1881              |                              |
| Sasaki Takayuki (佐々木 高行)         | 21 octobre 1881              | 22 décembre 1885             |                              |
| Vice-ministres (工部大輔, Kōbu-taifu) |                              |                              |                              |
| Yamao Yōzō (山尾 庸三)                | 27 octobre 1872              | 28 février 1880              |                              |
| Yoshii Tomozane (吉井 友実)           | 17 juin 1880                 | 10 janvier 1882              |                              |
| Inoue Masaru (井上 勝)                | 8 juillet 1882               | 22 décembre 1885             |                              |